# Hans Feßler
Hans Feßler (* 15. Februar 1896 in Dornbirn; † 14. Dezember 1973 in Innsbruck) war ein österreichischer Architekt.

## Leben

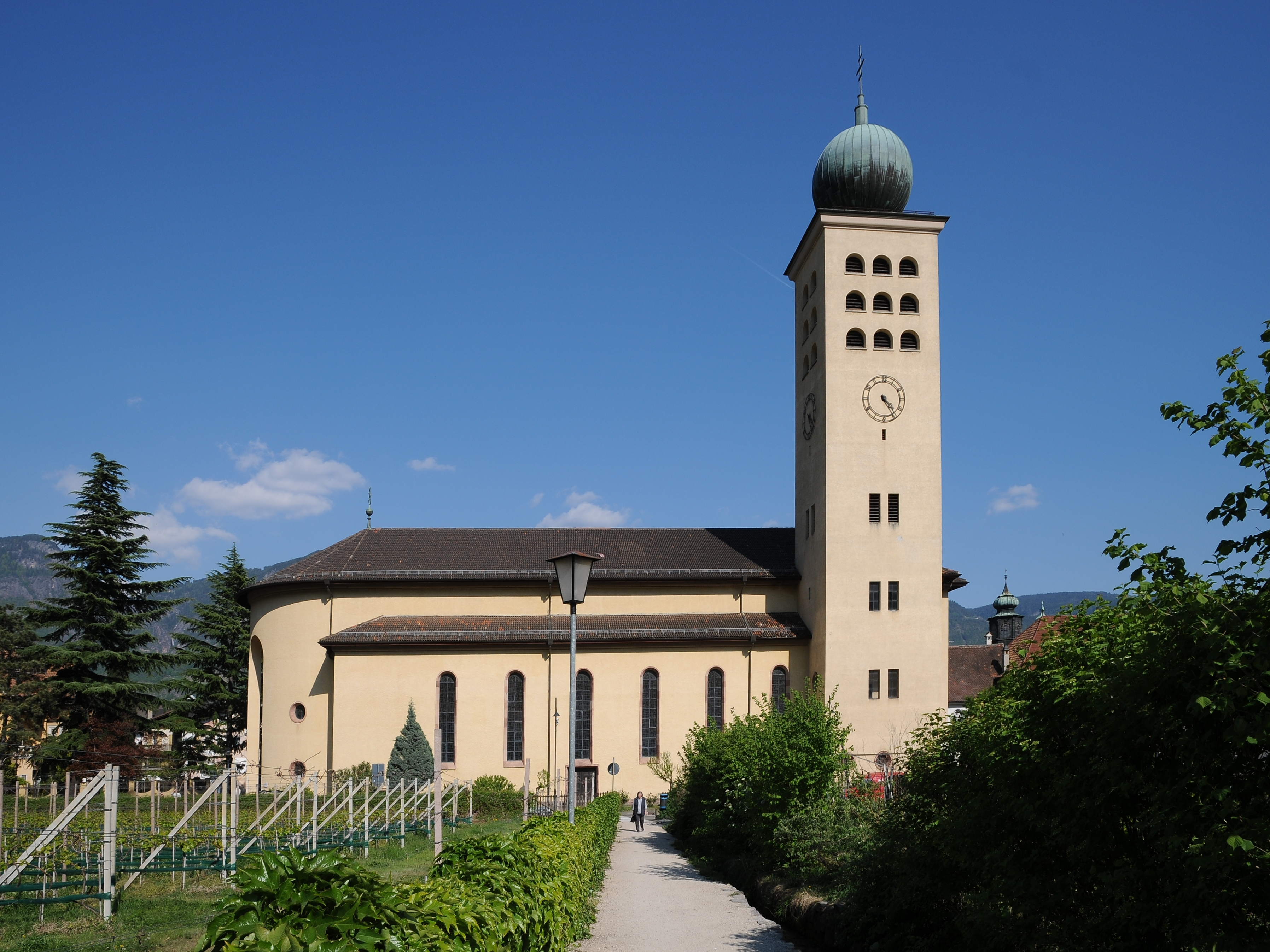
Hl.-Kreuz-Kirche in Lana, 1938/43

Hans Feßler studierte von 1918 bis 1922 Architektur an den Technischen Hochschulen in Graz, Karlsruhe und München. Anschließend arbeitete er im Büro von Clemens Holzmeister in Innsbruck. 1928 gründete er sein eigenes Büro in Innsbruck. Zum 1. Mai 1938 trat er der NSDAP bei (Mitgliedsnummer 6.380.615). 1942/43 wirkte er als Lehrer an der Höheren Technischen Lehranstalt in Innsbruck, nach Kriegsdienst und Kriegsgefangenschaft nahm er 1945 die Arbeit in seinem Büro wieder auf. 1970 verlieh ihm Bundespräsident Franz Jonas den Titel Baurat.
1923 heiratete er Hilda Zumtobel. Das Paar hatte sechs Kinder. Zwei der Söhne wurden ebenfalls Architekten. Ingo Feßler arbeitete ab 1949 in seinem Büro mit und wurde 1963 sein Partner, Ulrich Feßler arbeitete von 1957 bis 1963 im Büro des Vaters. Seit 1999 leitet sein Enkel Arno Feßler das Büro.
Neben zahlreichen Wohnbauten und Kirchen in Tirol und Vorarlberg entwarf Hans Feßler die Pläne für Um- und Neubauten von dreiundzwanzig Hotels. Ausgehend vom Heimatstil gelangte er bis Ende der 1920er Jahre zur Neuen Sachlichkeit. Seine dezidiert modernen Lösungen sind der Landschaft und lokalen Bautradition angepasst und teilweise typusprägend. Etliche seiner Bauten wurden unter Denkmalschutz gestellt.

## Werke (Auswahl)

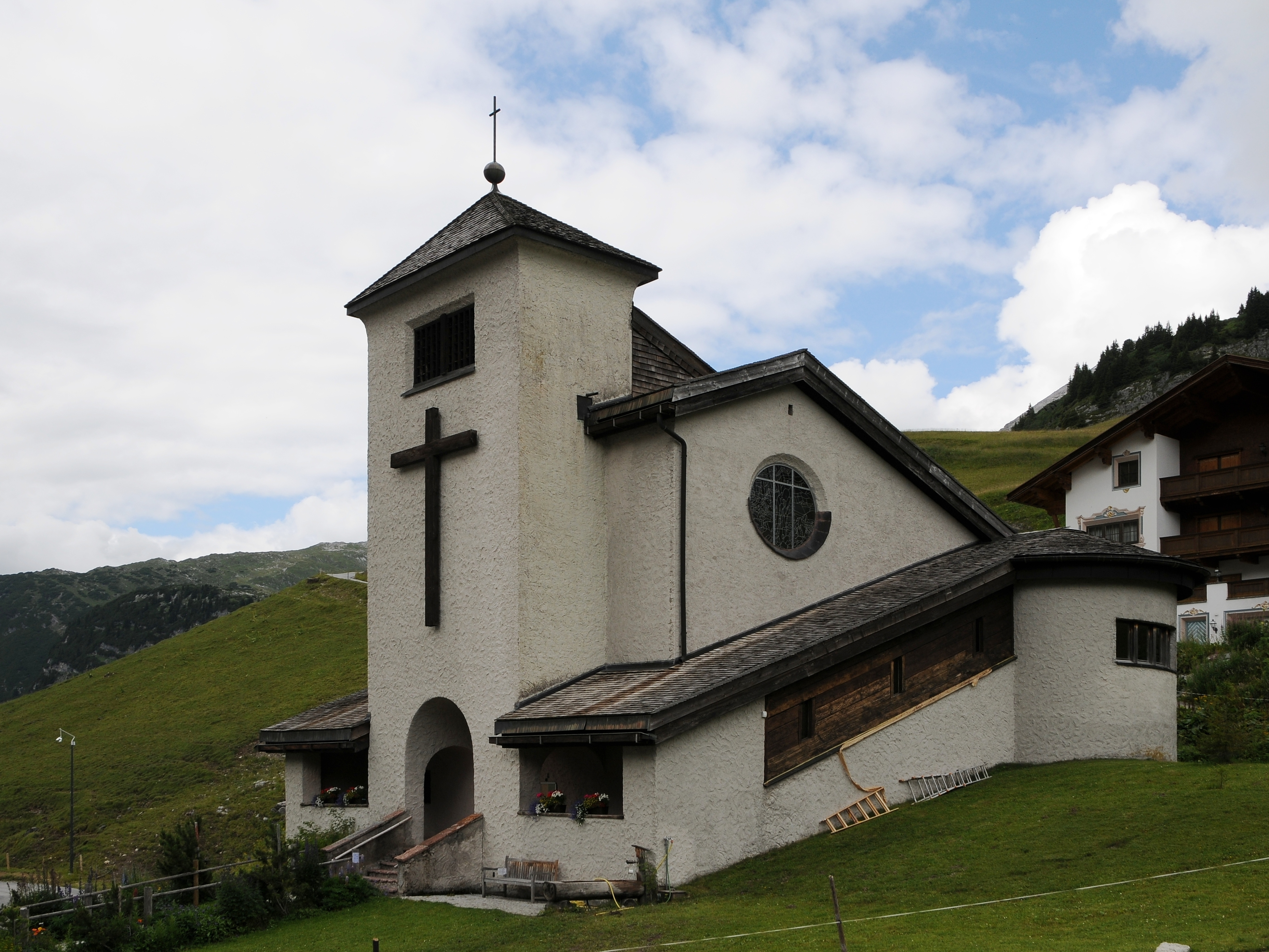
Christkönigkirche Zürs

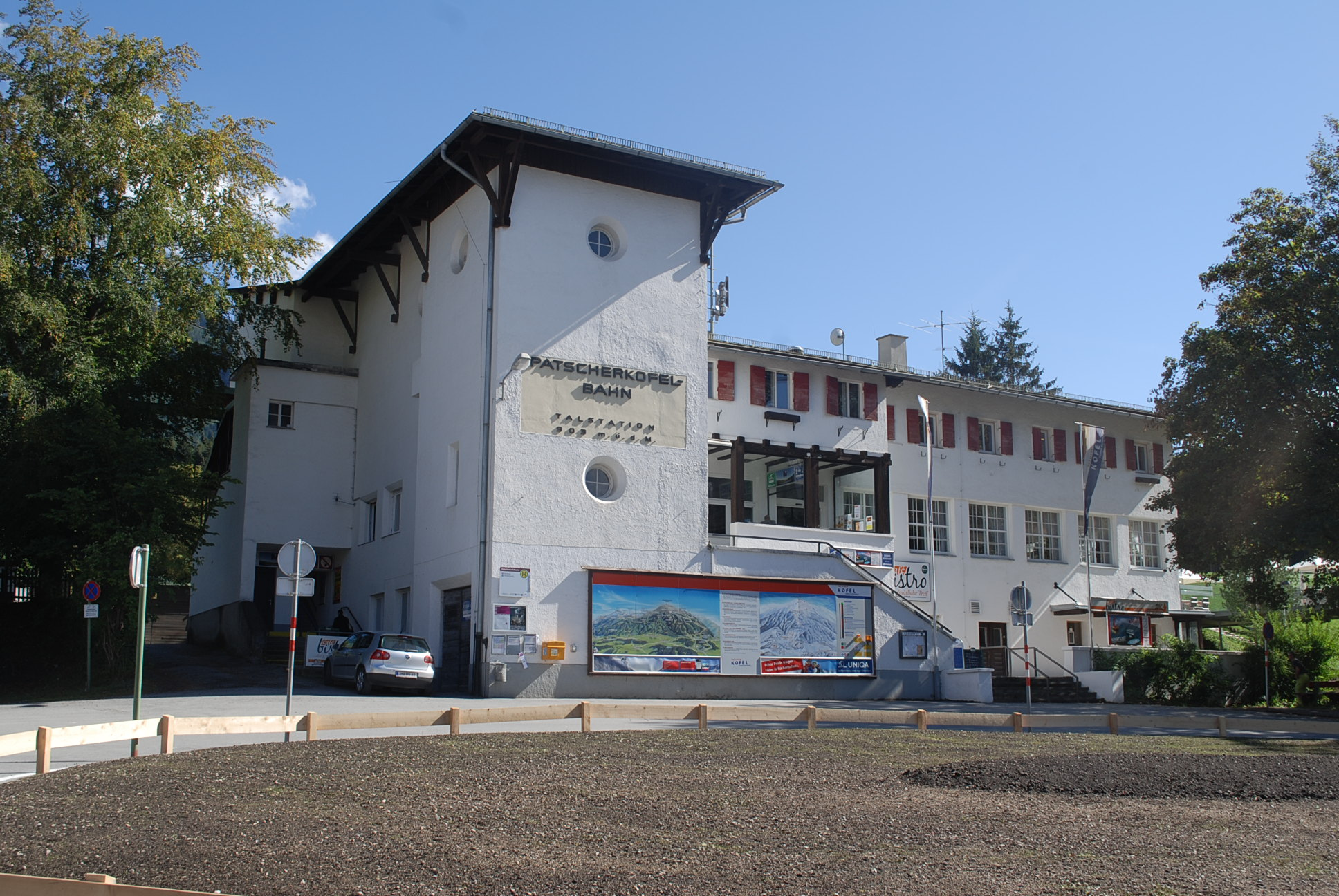
Patscherkofelbahn-Talstation

- Talstation und Bergstation mit Berghotel der Patscherkofelbahn, 1927/28 (Bergstation mit Hotel zerstört)
- Expositurkirche Langen am Arlberg, 1929
- Büro-, Wohn- und Lagerhaus Zumtobel, Dornbirn, 1930
- Hotel Gstrein, Vent, 1932
- An- und Umbau Hotel Alpenrose, Zürs, 1932/33
- Christkönigkirche Zürs, 1935/36
- Kriegerdenkmal, Pfarrkirche Dornbirn, 1937
- Pfarrkirche Hl. Kreuz, Mitterlana, 1938–1943
- Friedhof und Gedächtniskapelle für die Gefallenen des Weltkrieges, St. Anton am Arlberg, 1952 (zerstört)[3]
- Hotel am Silvretta-See, Klosters, 1956 (mit Ingo Feßler)
- Neue Pfarrkirche Johannes der Täufer, Vandans, 1959 (mit Ingo Feßler)
- Bildungshaus St. Arbogast, Götzis, 1959–1969 (mit Anton Rhomberg)
- Behindertenheim Elisabethinum, Axams, 1971–1974 (mit Ingo Feßler und Ulrich Feßler)
- Expositurkirche Kühtai, 1976 (mit Ingo Feßler)